# Gil Scott-Heron

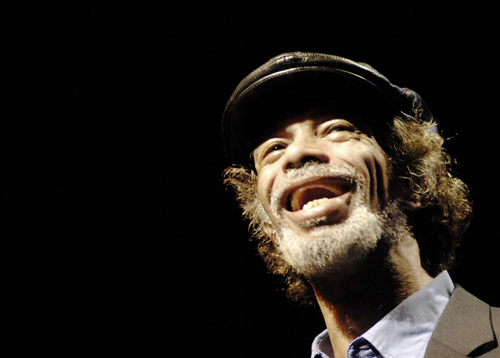
Gil Scott-Heron in 2009

Gil Scott-Heron (Chicago, 1 april 1949 - New York, 27 mei 2011) was een Amerikaanse dichter, muzikant en schrijver. Hij was de zoon van de Jamaicaanse profvoetballer Gilbert Heron (1922-2008) die begin jaren 50 in Groot-Brittannië speelde. Hij zong en speelde elektrische piano en gitaar. 
Scott-Herons muziek werd beïnvloed door jazz, funk en soul en beïnvloedde op zijn beurt weer verschillende generaties hiphopartiesten. Zijn teksten zijn sterk politiek geladen en getuigen van sympathieën met de Black Powerbeweging.

## Carrière
Hij was vooral bekend van zijn werken uit de jaren '70 en vroege jaren '80, met name The Revolution Will Not Be Televised van zijn debuutalbum uit 1970. In deze versie wordt hij begeleid door conga's en bongo's, instrumenten die een grote rol spelen in zijn muziek. Een jaar later kwam het nummer uit op de B-kant van zijn debuutsingle in een opnieuw opgenomen versie met drumstel, basgitaar en fluit. Dit nummer werd opgenomen in een lijstje van Top 20 Political Songs van The New Statesman.
Begin 1981 toerde Scott-Heron met Stevie Wonder. Hij verving Bob Marley die door ziekte moest afhaken.
In 1982 filmde de Britse zender Channel 4 een concert waarin Scott-Heron de kijker ook meenam naar "het echte Washington", hoofdstad van "een Amerika dat de oplossingen liever in het verleden zoekt en Ronald Ray-Gun alleen maar tot president heeft gekozen, omdat John Wayne niet meer in leven is".
In 1985 verloor Scott-Heron zijn platencontract, maar hij bleef optreden en nam een nummer op voor het Artists United Against Apartheid-album Sun City. In Let Me See Your ID legde hij de overeenkomsten bloot tussen de Amerikaanse rassenkwestie en de apartheid in Zuid-Afrika.
In de jaren '90 werd Scott-Heron door de hiphop-generatie als Godfather of Rap onthaald. Deze gevoelens waren echter niet wederzijds, blijkens het nummer Message to the Messengers van zijn comebackalbum Spirits uit 1994: "(die rappers) hebben te weinig muzikale ervaring; ik heb in bands gespeeld voordat ik een dichter werd. Er is een verschil tussen woorden op muziek zetten en diezelfde woorden in de muziek te integreren. Ze verbergen hun ware persoonlijkheid achter een hoop slang-woorden". Ook de Britse acid jazzbands vond hij te oppervlakkig. In 1999 werd zijn The Revolution Will Not Be Televised gesampled voor het nummer The Genaside Will Not Be Televised van dancegroep Genaside II.
In 2001 werd Scott-Heron gearresteerd wegens drugsbezit. Hij ging voor twee jaar de gevangenis in, maar kreeg tussendoor toestemming om zich te laten filmen voor de documentaire Blackalicious. In 2006 ging het opnieuw mis: Scott-Heron kreeg drie jaar cel wegens het afbreken van een ontwenningskuur, maar op 23 mei 2007 werd hij op borgtocht vrijgelaten, omdat de kliniek hem geen hiv-remmers wilde geven. Geruchten over z'n seropositief-zijn zou hij een jaar later zelf bevestigen.
Ondanks dat hij op 10 oktober 2007 wederom werd gearresteerd wegens bezit van coke (en daardoor de volgende dag een concert moest afgelasten) bleef Scott-Heron optreden, voornamelijk in de New Yorkse nachtclub SOB (South Of Bronx).
Op 9 februari 2010 bracht de bijna 60-jarige Scott-Heron zijn eerste plaat uit in 16 jaar. I'm New Here[3] werd lovend ontvangen en bevatte de single Me and the Devil. Plannen voor een concert in Tel Aviv werden op last van Palestijnse groeperingen afgeblazen omdat dat gelijk zou staan aan optreden in Sun City tijdens het apartheidsregime.
Op 27 mei 2011 overleed Scott-Heron in het St. Luke's Hospital in New York. Hij was ziek geworden op de terugreis van zijn Europese reis. Hij liet zijn echtgenote en zijn dochter achter, plus een zoon  uit een eerdere relatie.

## Discografie

### Studioalbums
| Jaar | Album                               | Label                   |
| ---- | ----------------------------------- | ----------------------- |
| 1970 | Small Talk at 125th and Lenox       | Flying Dutchman Records |
| 1971 | Pieces of a Man                     | Flying Dutchman Records |
| 1972 | Free Will                           | Flying Dutchman Records |
| 1974 | Winter in America                   | Strata-East Records     |
| 1975 | The First Minute of a New Day       | Arista Records          |
| 1976 | From South Africa to South Carolina | Arista Records          |
| 1976 | It's Your World                     | Arista Records          |
| 1977 | Bridges                             | Arista Records          |
| 1978 | Secrets                             | Arista Records          |
| 1980 | 1980                                | Arista Records          |
| 1980 | Real Eyes                           | Arista Records          |
| 1981 | Reflections                         | Arista Records          |
| 1982 | Moving Target                       | Arista Records          |
| 1994 | Spirits                             | TVT Records             |
| 2010 | I'm New Here                        | XL Recordings           |

### Livealbums
| Jaar | Album                                            | Label                            |
| ---- | ------------------------------------------------ | -------------------------------- |
| 1976 | It's Your World                                  | Arista Records                   |
| 1990 | Tales of Gil Scott-Heron and His Amnesia Express | Castle Music UK/Peak Top Records |
| 1994 | Minister of Information: Live                    | Peak Top Records                 |
| 2004 | The Best Of Gil Scott-Heron Live                 | Intersound                       |
| 2004 | Tour De Force                                    | Phantom Sound & Vision           |
| 2004 | Save The Children                                | Delta Music                      |
| 2004 | Winter In America, Summer In Europe              | Pickwick                         |
| 2005 | Greatest Hits Live                               | Intersound                       |
| 2008 | Live At The Town & Country 1988                  | Acadia / Evangeline Records      |

### Compilatiealbums
| Jaar | Album                                                     | Label                  |
| ---- | --------------------------------------------------------- | ---------------------- |
| 1974 | The Revolution Will Not Be Televised                      | Flying Dutchman        |
| 1979 | The Mind of Gil Scott-Heron                               | Arista Records         |
| 1984 | The Best of Gil Scott-Heron                               | Arista Records         |
| 1988 | The Revolution Will Not Be Televised                      | Bluebird Records       |
| 1990 | Glory: The Gil Scott-Heron Collection                     | Arista Records         |
| 1998 | The Gil Scott-Heron Collection Sampler: 1974-1975         | TVT Records            |
| 1998 | Ghetto Style                                              | Camden Records         |
| 1999 | Evolution and Flashback: The Very Best of Gil Scott-Heron | RCA Records            |
| 2005 | Gil Scott-Heron & Brian Jackson - Messages (Anthology)    | Soul Brother Records   |
| 2006 | The Best Of Gil Scott-Heron                               | Sony/BMG               |
| 2010 | Storm Music (The Best Of Gil Scott-Heron)                 | Phantom Sound & Vision |